# Сід Філд
Сідней Елвін Філд (нар. 19 грудня 1935, Голлівуд, Каліфорнія, США — пом. 17 листопада 2013, Беверлі-Гіллз, Каліфорнія, США) — американський письменник і оратор, який написав кілька книг про сценарне мистецтво, першою з яких був «Сценарій: Основи сценарного сценарію» (видавництво Dell, 1979). Він проводив майстер-класи та семінари зі створення придатних для продажу сценаріїв. Голлівудські кінопродюсери використовують ідеї Філда щодо структури для вимірювання потенціалу сценаріїв.
У 2001 році його ввели до Зали слави сценаристів Американської асоціації сценаристів.

## Раннє життя
Сід Філд народився 19 грудня 1935 року в Голлівуді, Каліфорнія. Його дядько, Сол Галпрін, очолював операторський відділ у 20th Century Fox, а його сусід був агентом по талантах, який дав йому невеликий екранний час у фільмі «Віднесені вітром» (1939), який був вирізаний з останнього фільму. Він також грав на трубі в State of Union (1948).
Він навчався в Голлівудській середній школі, де познайомився з Френком Маццолою, «консультантом банди» у фільмі «Бунтар без причини» (1955), який заохотив його зайнятися акторською майстерністю. Його мати померла під час його останнього курсу, через що він два роки дрейфував США.
За вказівкою матері він розглядав медичну школу як «професійне життя», але зрештою здобув ступінь бакалавра з англійської мови в Каліфорнійському університеті в Берклі, де навчався під керівництвом Жана Ренуара і брав участь у його п'єсі, «Карола». Ренуар порекомендував Філду вступити до кіношколи Каліфорнійського університету в Лос-Анджелесі, де Філд співпрацював над короткометражним фільмом з Джимом Моррісоном і Реєм Манзареком з The Doors.

## Кар'єра
У 1970-х Філд працював читачем сценаріїв. Філд розпочав роботу у відділі доставки David L. Wolper Productions, де згодом пройшов шлях до сценариста/дослідника серії біографій компанії, яку веде репортер Майк Воллес на початку 1960-х років. Після випуску розширеного видання для «Сценарію» 1994 року він був визнаний сценаристом/продюсером Wolper Productions.
Філд також був позаштатним сценаристом і консультантом зі сценаріїв. Він написав дев'ять сценаріїв, один з яких був знятий як аргентинський фільм «Los Banditos». Філд написав і продюсував телесеріал «Люди в кризі» в 1964 році та документальний фільм «Шпрее» про нічне життя Вегаса в 1967 році; про останній він також розповів. Він написав «Голлівуд і зірки», National Geographic і Jacques Cousteau Specials з 1963 по 1965 рік для David L. Wolper Productions.
Він був керівником відділу Cinemobile System, коли засновник Фуад Саїд вирішив диверсифікувати компанію, що надає послуги визначення місця розташування, і перетворити її на розважальну студію.

## Викладання
До 2001 року Філд викладав сценарне мистецтво на програмі магістра професійного письма в Університеті Південної Каліфорнії. У середині 1970-х років Філд почав викладати сценарне мистецтво в Експериментальному коледжі Шервуд-Оукс (нині Шервуд-Оукс-коледж) у Голлівуді. Він також проводив семінари з написання сценаріїв по всьому світу. Попередніми студентами є Джадд Апатоу, Джон Сінглтон, Анна Гамільтон Фелан і Альфонсо Куарон.

### Парадигма
Найбільш помітним внеском Філда є його парадигма «Триактна структура». У цій структурі сценарист закладає сюжет фільму протягом перших двадцяти-тридцяти хвилин. Потім головний герой переживає сюжетну точку, забезпечуючи головного героя метою. Близько половини тривалості фільму зосереджено на боротьбі головного героя за досягнення цієї мети. Друга дія називається конфронтацією. Поле також належить до середини, поворотної точки навколо середини сценарію (наприклад, на сторінці 60 120-сторінкового сценарію або навколо неї). Цей поворотний момент часто є руйнівним переломом у долі головного героя. Третя дія зображує боротьбу головного героя за досягнення (або недосягнення) своєї мети, а також наслідки.

## Особисте життя
Він познайомився зі своєю другою дружиною, Авівою, коли очолював майстерню у Відні на початку 1990-х років. Від попереднього шлюбу мав одну дочку. Його брат лікар.
Філд помер 17 листопада 2013 року у віці 77 років у своєму будинку в Беверлі-Гіллз, Каліфорнія.

## Книги
- Сценарій: Основи сценарного мистецтва (1979)
- Робоча книга сценариста (1984)
- Продаж сценарію: Путівник сценариста до Голлівуду (1989)
- Чотири сценарії: Дослідження американського сценарію (1994)
- Вирішувач проблем сценариста: як розпізнати, ідентифікувати та визначити проблеми сценаристів (1998)
- Похід у кіно: особиста подорож крізь чотири десятиліття сучасного кіно (2001)
- The Definitive Guide to Screenwriting (2003)